# Makary Jewłaszewski
Makary, nazwisko świeckie Jewłaszewski  herbu Topór (zm. 1576) – prawosławny biskup turowski.

## Życiorys
W 1558 król Zygmunt August obiecał Makaremu Jewłaszewskiego wydanie przywileju na katedrę turowską, po śmierci biskupa Makarego II. Przed tą datą Makary był już biskupem wikariuszem eparchii turowskiej. Z nieznanych powodów król zmienił decyzję i udzielił nominacji Jonaszowi Protasewiczowi-Ostrowskiemu. Makary objął katedrę turowską dopiero w 1568, gdy Jonasz został metropolitą kijowskim. Swoją nominację zawdzięczał wstawiennictwu wojewodów nowogródzkiego Iwana Hornostaja i wileńskiego Mikołaja Radziwiłła, jak również Konstantego Ostrogskiego. Król Zygmunt August wystawił mu przywilej na katedrę 22 kwietnia 1568.
Niezależnie od Makarego nominację na biskupa turowskiego otrzymał szlachcic Andrzej Rusin Berestecki. Nigdy nie wstąpił on do stanu duchownego, co nie przeszkadzało mu wtrącać się w wewnętrzne sprawy eparchii turowskiej.
O działalności Makarego wiadomo niewiele. Nie posiadał on wykształcenia teologicznego. Wzmianki o nim przetrwały w dokumencie z 1573, który to dokument potwierdza wymianę nieruchomości między biskupem a starostą pińskim Ławrynem Woyną. Biskup, podobnie jak jego poprzednicy, toczył spór o majątek eparchii turowskiej z Ostrogskimi i z Bohdanem Sołomereckim, który zagarnął folwark w Ryczewie. 
Makary zmarł w 1576. Na katedrze zastąpił go Cyryl Terlecki.

Jego synem był Teodor Jewłaszewski (1546-1619) pamiętnikarz, a wnukiem Jarosz Jewłaszewski.